# 学校法人暁星国際学園
学校法人暁星国際学園（がっこうほうじんぎょうせいこくさいがくえん、英語：Gyosei International School）は、千葉県君津市・浦安市・流山市・木更津市で、暁星君津幼稚園、暁星国際学園新浦安幼稚園、暁星国際流山幼稚園、暁星国際流山小学校、暁星国際小学校、暁星国際中学校・高等学校を設置運営し、幼小中高一貫教育を提供する学校法人である。日本カトリック学校連合会非加盟校。全国私立寮制学校協議会加盟校。

## 概要
1979年に東京都千代田区の学校法人暁星学園は、帰国子女の受け入れを目的として全寮制男子校の暁星国際高等学校を千葉県木更津市に開校した。
帰国子女以外の日本人生徒も受けて入れており、現在は男女共学である。また英語で授業するインターナショナルコースを中心に日本在住の外国人生徒も受け入れている。宗教、人種問わずいろいろな国籍の生徒が在籍している。
世界に貢献できる「国際人の育成」を目指している。学園内で国境、文化、人種を超えた友愛と相互理解の精神を培うことができる環境があり”Plus Haut!（より高く）”を目指す生徒の育成をしている。
また開校当初より全寮制であったが、現在は通学生も受け入れており、川崎・横浜、浦安方面また最寄り駅木更津方面に複数のスクールバスを運行している。
1984年には新たに学校法人暁星国際学園が千葉県より認可され、学校法人暁星学園とその母体である宗教法人カトリック・マリア会（The Society of Mary）から分離独立している。以降現在まで経営面や学業面、学生の交流、その他全てにおいて公式な関係が断たれており、暁星学園と姉妹関係に無くまた厳密にミッションスクールでもない。
1987年に英国暁星国際学園をミルトン・キーンズに開校するが、2002年に閉校した。1990年にはレディングで英国暁星国際大学が開学するも、2008年に閉学している。1995年に中学校・高等学校女子部を設置し小学校（共学）を開校した。1998年には中学校・高等学校を男女共学としている。2004年に暁星国際学園新浦安幼稚園、2014年に暁星国際流山幼稚園を開園した。2016年には暁星国際流山小学校が開校した。
平成26年度から高等学校は、文部科学省によってスーパーグローバルハイスクール・アソシエイト校に選定されている。

## 沿革
- 1888年（明治21年）
  - 2月 - 東京府京橋区明石町にマリア会神父アルフォンス・ヘンリックらが小規模の学校を設立
  - 7月 - 東京府麹町区元園町に移転、暁星学校と命名
- 1947年（昭和22年）12月 - 財団法人暁星学園を設立
- 1951年（昭和26年）3月 - 私立学校法施行により学校法人暁星学園へ改組
- 1969年（昭和44年）4月 - 暁星君津幼稚園を開園[1]
- 1979年（昭和54年）4月 - 暁星国際高等学校（男子校）を開校
- 1981年（昭和56年）4月 - 暁星国際中学校を開校
- 1984年（昭和59年）8月 - 暁星国際高等学校、暁星国際中学校、暁星君津幼稚園を学校法人暁星学園より分離、学校法人暁星国際学園が千葉県知事より認可
- 1987年（昭和62年）4月 - 英国暁星国際学園を開校
- 1990年（平成2年）4月 - 英国暁星国際大学を開学
- 1995年（平成7年）4月 - 暁星国際小学校（共学）を開校。中学校・高等学校に女子部を設置
- 1997年（平成9年）4月 - 中学校・高等学校を男女共学化
- 2001年（平成13年）4月 - ヨハネ研究の森コースを新設
- 2002年（平成14年）3月 - 英国暁星国際学園を閉校
- 2004年（平成16年）4月 - 暁星国際学園新浦安幼稚園を開園
- 2008年（平成20年）3月 - 英国暁星国際大学を閉学
- 2010年（平成22年）4月 - アストラインターナショナルコースを新設
- 2014年（平成26年）4月 - 暁星国際流山幼稚園を開園
- 2016年（平成28年）4月 - 暁星国際流山小学校を開校

## 設置学校

### 暁星国際小学校、中学校・高等学校
- 千葉県木更津市矢那1083
  - 暁星国際小学校
  - 暁星国際中学校・高等学校

### 暁星国際流山幼稚園、小学校
- 千葉県流山市前平井175－1、2
  - 暁星国際流山幼稚園
  - 暁星国際流山小学校

### 暁星国際学園新浦安幼稚園
- 千葉県浦安市高洲4丁目2－20
  - 暁星国際学園新浦安幼稚園

### 暁星君津幼稚園
- 千葉県君津市大和田324
  - 暁星君津幼稚園

## 教育

### 教育方針

#### 学園の使命
1. キリスト教精神に基づく価値観と信念の涵養に努め､キリスト教的愛の実現を､すべてに優先して追求させる。
2. 常の授業に最高かつ最善の配慮を怠らず、真理を愛し、深い理解力と正確な判断力のある人間の育成に努めることにより、生徒の知的完成を目指す。
3. 国境、文化、人種を超えて、友愛と相互理解の精神を体得させる。
4. 異文化体験等に基づく生徒の差異と個性を尊重し､その個性および能力、進路に応じた指導に努める。
5. 社会的指導者に適わしい資質の基礎を陶冶するため、対話、奉仕、批判の精神の育成に努める。
6. 心と身体のバランスを調和あるものとするため、体育、芸術などの諸教科をクラブ活動にまで延長して行う。

#### 教育目標
海外から帰国する子女にわが国の教育体系に即応した教育を行うことによって、これら子女が海外で身につけたものを将来の社会で十分生かすことができるよう配慮する。あわせて、国内生をも受け入れ、帰国生と国内生との相互啓発を図りながら、21世紀に活躍する国際人を育成する。本校の教育目標はキリスト教精神に基づき、このような人を育成することにある。
   　”国際的感覚にすぐれ”
  　 ”新時代に対応する”
   　”諸機能の調和した”
   　”健全な社会人”

### 「ヨハネ研究の森コース」
文部科学省の研究開発校の指定を受け、学習指導要領の枠を超えた教育を目的として2001年に開設された。教科ごとの授業はなく、小学生から高校生までの生徒が寮生活をしながら共同で学習する。一般的な教室の4倍ほどの広さを持つ「研究室」で、机を向かい合わせに並べてそれぞれ「自学」で興味追及に励む。「研究室」には観葉植物が所々に置かれ癒し系の音楽が流れるなど、「自学」のための環境が整備されている。また、共に「学び手」として生徒は「研究員」、教員は「主任研究員」として位置付けられている。卒業後の進路はAO入試を実施している大学への進学が有力となっている。

### 「インターナショナルコース」
インターナショナルコース はバイリンガル教育が行われる。生徒は英語と日本語の両方で勉強し、両方の言語で暮らし働く方法を学習する。インターナショナルコースの教員はアメリカ、カナダ、オーストラリアなど英語を母国語とする国の出身で、すべての学級担任が英語のネイティブスピーカーとなる。生徒との対話はすべて英語で行われ、インターナショナルコースが入る校舎では日本語は禁止とされている。

### 「アストラインターナショナルコース」
アストラインターナショナルコースは、サッカーと語学教育に特化しているコース。英語の授業が週12時間行われる。週の半分はネイティブ教員から学ぶ。

### 「医学進学室」
医師になりたい生徒の夢をサポートするための学習指導体制があり、これまで数多くの医師を世の中に送り出している。
学習指導体制の一例として以下がある。
- 放課後や夜間に様々な学習指導を展開している。
- 春夏冬の長期休暇中にも補習を実施。
- 医学部進学指導のために外部受験情報機関と緊密な連携と情報共有化を行っている。

## 進学実績

### 国公立大学
東京大学、東京工業大学、北海道大学、お茶の水女子大学、筑波大学、千葉大学、横浜国立大学、東京農工大学、東京外国語大学など

### 私立大学（医学部、歯学部、薬学部、獣医学部）
慶應義塾大学、北里大学、東京医科大学、日本歯科大学、東京理科大学、東京薬科大学、酪農学園大学など

### 私立大学（その他）
早稲田大学、慶應義塾大学、上智大学、国際基督教大学、同志社大学、立命館大学、学習院大学など

### 海外大学
オレゴン大学（米国）、ミネルバ大学 (米国)、グラスゴー大学（英国）、マンチェスター大学（英国）、トロント大学（カナダ）など

## 部活動

### 野球部
1992年秋、1993年春の県大会で優勝経験がある。

### その他
- テニス部
- バスケットボール部
- バドミントン部
- 陸上部
- 音楽部
- 写真部
- 美術部

## 課外活動
東日本大震災復興支援ボランティア活動「3Dプロジェクト」に継続的に参加しているほか、東日本大震災復興支援コンサートや、カンボジア国際支援活動など、社会貢献活動を実施行っている。

## 受賞歴
- 実用英語技能検定　平成3年度奨励賞（暁星国際中学校）
- 日本漢字能力検定　平成13年度優秀団体賞
- 実用数学技能検定　第15回（2008年前期）グランプリ金賞（中高一貫校部門）

## 作品

### CD
| 発売年 | タイトル     | アーティスト                               | 収録時間 |
| 2015   | 未来への希望 | 暁星国際学園ヨハネの森コース聖歌隊と三四朗 | 74.00分  |

暁星国際学園ヨハネの森コース聖歌隊と三四朗で録音した合唱曲集。 こども達の元気な歌声が、礼拝堂に響きわたる。 すべての選曲と、ジャケットのデザインは子供達自身で行った。 録音日最後に、みんなでピアノの周りに集まって、好きな曲を自由に歌い始めたシーンも、合間に挟んであるが、それが楽しいアクセントになり、最後まで飽きずに聴いていられる。 録音は最高級の機材を使用し、質の高い録音になっている。

### 書籍
| 発売日  | タイトル | 著者      |
| 2012/06 | 3・11本当は何が起こったか:巨大津波と福島原発― 科学の最前線を教材にした暁星国際学園「ヨハネ研究の森コース」の教育実践 | 丸山 茂徳 |
| 2019/12 | より高く! 国際人を育む〈優しさと厳しさの学園〉                                                                       | 田川 茂   |

## 著名な出身者

### 実業
- 周防彰悟（バーニングパブリッシャーズ社長）
- 大郷剛（実業家、プロデューサー）

### 文化
- 秋原正俊（映画監督） - 日比谷高校へ編入
- 初沢亜利（写真家）
- タニノクロウ（劇作家）
- ジョージ -メンズコーチ-（YouTuber）
- てらさわホーク（映画ライター）

### 芸能
- 荒木定虎（元タレント）
- 内田朝陽（俳優）
- 大久保桜子（女優）
- 勝又誉文（お笑い芸人）
- 山本優希（モデル） - 同校ヨハネ研究の森コースに編入
- 高畑裕太（俳優）
- 長谷川理恵（モデル）
- 飛田航介（俳優）
- 宮崎吐夢（俳優）

### スポーツ
- 相川良太（元プロ野球選手）
- 小笠原道大（元プロ野球選手）
- 北川哲也（元プロ野球選手）
- 野村宏之（元プロ野球選手） - 高校は近大附属高校へ転校
- 国本玲央（プロサッカー選手）
- 長嶋正興（元レーシングドライバー）

## 中華人民共和国からの留学生
中国人留学生の受け入れを開始したのは1994年からで、江蘇省蘇州や遼寧省大連、上海、そして北京など、それぞれの都市で姉妹校協定を結んだ高校の生徒たちを受け入れており、特に、蘇州中高等部からの生徒が多くを占めている。

## 関連人物
- 田川茂（理事長と校長、君津幼稚園園長を兼務）
- 三根谷薫（園長）
- 横瀬和治（ヨハネ研究の森コース代表）